# Stained Class
Stained Class četvrti je studijski album engleskog heavy metal sastava Judas Priest. Diskografska kuća Columbia Records objavila ga je 10. veljače 1978. Prvi je album Judas Priesta snimljen s bubnjarom Lesom Binksom, kao i prvi koji na umjetničkom djelu sadrži sad već dobro poznat logotip sastava. Glazbeno, Stained Class se smatra albumom na kojem je Judas Priest izbrusio mnoge elemente svog tvrdog prepoznatljivog zvuka, odbacivši većinu prizvuka progresivnog i blues rocka i mekših balada prethodnih napora. Album sadrži značajne pjesme kao što je "Exciter", koja se smatra ranom pretečom speed metala i thrash metala, obrada pjesme "Better by You, Better than Me" Spooky Tootha, koja je postala predmetom zloglasne građanske tužbe djelo iz 1990. koje je tvrdilo da je pjesma podsvjesno utjecala na dva tinejdžera da dogovore samoubojstvo i “Beyond the Realms of Death” koju mnogi ljubitelji smatraju jednom od najboljih pjesama skupine i često je uključena u setliste sastava uživo.
Nakon objavljena, Stained Class je postigao skroman komercijalni uspjeh i završio je na 27. mjestu na ljestvici albuma u Velikoj Britaniji postavši prvi album skupine koji je ušao na US Billboard 200; naposljetku je u potonjoj zemlji dobio zlatni certifikat. Retrospektivno, neki ga smatraju jednim od najvažnijih i najutjecajnijih albuma u razvoju heavy metala i jednom od najboljih ploča Judas Priesta.

## Pozadina
Stained Class jedini je album Judas Priesta na kojemu je svih pet članova skupine napisalo pjesme. Novi bubnjar Les Binks zaslužan je za pisanje pjesama za "Beyond the Realms of Death", a basist Ian Hill je po prvi put sudjelovao u pisanju pjesama i s pjevačem Robom Halfordom i gitaristom Glennom Tiptonom zaslužan je pjesmu "Invader".
Naslovnica umjetnika Rosława Szayboa predstavila je sada već klasičan logotip Judas Priesta, zamjenjujući logotip u Gothic Scriptu koji se pojavljivao na svim prethodnim albumima sastava. Stained Class bio je prvi album Judas Priesta koji se pojavio na ljestvicu Billboard 200 i na kraju je dobio zlatnu oznaku u SAD-u.
Dennisa MacKaya je angažirao CBS Records da producira album. Njegov se životopis u to vrijeme uglavnom sastojao od jazz fusion umjetnika i progresivnih rock umjetnika kao što su David Bowie i Supertramp. Snimanje za Stained Class održano je u listopadu i studenom 1977. u Chipping Norton Recording Studios u Oxfordshireu i Utopia Studiosu u Londonu.
"Better by You, Better than Me" bio je dodatak albumu u zadnji tren kada je CBS Records inzistirao na uključivanju nečega s komercijalnim potencijalom da oživi album za koji su smatrali da ima vrlo mračan i zlokoban ton. Pjesma je snimljena s producentom Jamesom Guthriejem odvojeno od ostatka albuma, jer je MacKay prešao na druge projekte i više nije bio dostupan. Sastav je navodno bio toliko impresioniran Guthriejevom produkcijom na "Better by You, Better than Me" da su ga zamolili da producira njihov sljedeći album, Killing Machine.

## Tužba
Dvanaest godina nakon objavljena, Stained Class je 1990. bio predmetom građanske tužbe protiv sastava koju je pokrenula obitelj tinejdžera Jamesa Vancea, koji je  sa svojim prijateljem Rayem Belknapom nakon što je navodno slušao "Better by You, Better than Me" 23. prosinca 1985. dogovorio samoubojstvo. Belknap se uspio ubiti, a Vance je ostao teško ozlijeđen nakon što je preživio pucanje iz vatrenog oružja u lice, da bi na kraju umro od predoziranja metadonom tri godine kasnije. U tužbi se tvrdilo da je Judas Priest snimio subliminalne poruke na pjesmu koja kaže "do it" ("učini to"). Tužba je na kraju odbačena. Pjesmu je izvorno napisao i izveo sastav Spooky Tooth.
Tri tjedna nakon što je tužba okončana, sastav je započeo svoju turneju za Painkiller svirajući "Better by You, Better than Me" na prvom koncertu u Burbanku, Kalifornija 13. rujna. Ovo je jedina izvedba pjesme Judas Priest uživo od 1979.
Komičar Bill Hicks ismijao je tužbu kao dio svog čina, ističući, kao što su to učinili i mnogi drugi, apsurdnost ideje da bi uspješan sastav želio uništiti svoju bazu obožavatelja koji kupuju.

## Popis pjesama
| 1. | »Exciter«                                              | Rob Halford, Glenn Tipton | 5:34 |
| 2. | »White Heat, Red Hot«                                  | Tipton                    | 4:21 |
| 3. | »Better by You, Better than Me« (obrada Spooky Tootha) | Gary Wright               | 3:25 |
| 4. | »Stained Class«                                        | Halford, Tipton           | 5:20 |
| 5. | »Invader«                                              | Halford, Tipton, Hill     | 4:16 |

| Strana B | Strana B                     | Strana B                       | Strana B | Strana B | Strana B | Strana B | Strana B | Strana B | Strana B |
| Br.      | Skladba                      | Autor                          | Trajanje |          |          |          |          |          |          |
| -------- | ---------------------------- | ------------------------------ | -------- | -------- | -------- | -------- | -------- | -------- | -------- |
| 6.       | »Saints in Hell«             | K. K. Downing, Halford, Tipton | 5:31     |          |          |          |          |          |          |
| 7.       | »Savage«                     | Halford, Downing               | 3:27     |          |          |          |          |          |          |
| 8.       | »Beyond the Realms of Death« | Halford, Binks                 | 6:55     |          |          |          |          |          |          |
| 9.       | »Heroes End«                 | Tipton                         | 5:04     |          |          |          |          |          |          |
| 43:53    |                              |                                |          |          |          |          |          |          |          |

| Bonus pjesme na reizdanju iz 2001. | Bonus pjesme na reizdanju iz 2001.                                    | Bonus pjesme na reizdanju iz 2001. | Bonus pjesme na reizdanju iz 2001. | Bonus pjesme na reizdanju iz 2001. | Bonus pjesme na reizdanju iz 2001. | Bonus pjesme na reizdanju iz 2001. | Bonus pjesme na reizdanju iz 2001. | Bonus pjesme na reizdanju iz 2001. | Bonus pjesme na reizdanju iz 2001. |
| Br.                                | Skladba                                                               | Autor                              | Trajanje                           |                                    |                                    |                                    |                                    |                                    |                                    |
| ---------------------------------- | --------------------------------------------------------------------- | ---------------------------------- | ---------------------------------- | ---------------------------------- | ---------------------------------- | ---------------------------------- | ---------------------------------- | ---------------------------------- | ---------------------------------- |
| 10.                                | »Fire Burns Below« (snimljen 1988. tijekom snimanja Ram It Down)      | Halford, Tipton                    | 6:58                               |                                    |                                    |                                    |                                    |                                    |                                    |
| 11.                                | »Better by You, Better than Me« (uživo, Los Angeles, 13. rujna 1990.) | Wright                             | 3:40                               |                                    |                                    |                                    |                                    |                                    |                                    |
| 54:35                              |                                                                       |                                    |                                    |                                    |                                    |                                    |                                    |                                    |                                    |

## Recenzije
Steve Huey, glazbeni kritičar sa stranice AllMusica opisao je Stained Class kao "najveće postignuće Judas Priesta", komentirajući: "Ovo je točka gdje su Priest spojili sve zajedno, prihvaćajući svoj identitet kao najteži sastav na planetu i podižući žanr do novih visina snage, brzine, muzikalnost i zlonamjernost."  Godine 2005., Stained Class je bio na 307. mjestu u knjizi Rock Hard magazina 500 najboljih rock i metal albuma svih vremena. Godine 2017. album bio je na 43. mjestu Rolling Stoneove liste "100 najboljih metal albuma svih vremena".
Nakon uspjeha sljedećih albuma Judas Priesta u SAD-u, Stained Class će na kraju dobiti Zlatnu oznaku.
Pjesma "Invader" konačno je dodana na set liste sastava 2021., čime je "Heroes End" postala jedina pjesma s albuma koja nikada nije izvedena uživo.

## Zasluge
| Judas Priest - Robert Halford – vokal, produkcija - Les Binks – bubnjevi, produkcija - Glenn Tipton – gitara, produkcija - K. K. Downing – gitara, produkcija - Ian Hill – bas-gitara, produkcija | Ostalo osoblje - Neil Ross – inženjer zvuka - Ken Thomas – inženjer zvuka - Paul Northfield – inženjer zvuka - Roslav Szaybo – dizajn - Ronald Kiss – fotografije - James Guthrie – produkcija (pjesmi 3.) - Dennis Mckay – produkcija |